# عبد الرحمن بن الأصم
عبد الرحمن بن الأصم أبو بكر العبدى المدائنى، ويقال ابن عبد الله الأصم، أو ابن عمرو الأصم، تابعي، وراوي حديث نبوي، من أهل المدائن. ومؤذن الحجاج. وأصله من البصرة.

## روايته للحديث النبوي
- روى عن: أنس بن مالك، وأبي هريرة.
- روى عنه: خلف أَبُو الربيع، وهُوَ ابْن مهران البَصْرِيّ، وسفيان الثوري، وليث بن أبي سليم، ومحمد بن سيرين، وهُوَ أكبر منه، وأبو عوانة الوضاح بن عبد الله.[1]
- الجرح والتعديل: قال يحيى بن معين: «ثقة، كَانَ يكون بالمدائن»، وقال أبو حاتم الرازي: «صدوق، ما بحديثه بأس.»، ذكره ابن حبان في كتاب الثقات، ووثقه الدارقطني، وقال ابن حجر العسقلاني: «صدوق»، روى له مسلم بن الحجاج حديثًا، والنسائي حديثًا.[1]